# Шельдов, Анатолий Никитич
Анатолий Никитович Шельдов (бел. Анатоль Мікітавіч Шэльдаў) (6 декабря 1930 года, Серпухов — 10 марта 2008 года, Минск) — советский дипломат, постоянный представитель БССР при ООН (1980—1986). Член ЦК КПБ. Чрезвычайный и полномочный посол (1980).

## Биография
Родился в 1930 году в г. Серпухов Московской области. В 1948 году окончил школу № 401 (ныне - общеобразовательное учреждение города Москвы «Инженерная школа № 1581») в Москве с золотой медалью. В 1953 году с отличием окончил правовой факультет Московского государственного института международных отношений МИД СССР.
1 августа 1953 года А.Шельдов был принят на работу в МИД БССР на должность третьего секретаря Политического отдела. Затем работал вторым, первым секретарем этого отдела. В 1959 году его назначают вторым, позднее первым секретарем Представительства СССР при Европейском отделении ООН в Женеве. После окончания командировки занимал должность заведующего отделом международных экономических организаций МИД БССР.
В 1966—1980 гоах — заместитель министра иностранных дел БССР.
В 1980 году указом Президиума Верховного Совета СССР А. Шельдову присвоен дипломатический ранг чрезвычайного и полномочного посла.
В 1980—1986 годах — постоянный представитель БССР при ООН в Нью-Йорке.
В 1986—1991 годах — заместитель министра иностранных дел БССР.
В 1997—1999 годах — советник-консультант управления внешней политики Администрации президента Республики Беларусь, с 1999 по 2003 год — консультант управления кадров МИД Республики Беларусь.

## Оценки деятельности
По свидетельству  кандидата исторических наук Э. А. Корниловича,  министр иностранных дел БССР А. Е. Гуринович высоко ценил А. Н. Шельдова: 
Ему приятно было видеть рядом с собой надежного человека, готового в любую минуту браться за самое неожиданное поручение... В Министерстве работали высокопрофессиональные дипломаты. Чего стоил только один незаменимый А.Шельдов, который действовал всегда грамотно, четко, оперативно.
. В 1990 году на посту министра  иностранных дел БССР А. Е. Гуриновича сменил бывший секретарь  Минского горкома КПБ Пётр Кравченко, не имевший опыта дипломатической работы.  Он так характеризовал своего заместителя:
Мой заместитель Анатолий Шельдов, который достался в наследство от Гуриновича, на каждую мою инициативу отзывался одинаковой фразой: - Петр Кузьмич, это невозможно, потому что это просто невозможно. - И добавлял: - Просто вы еще не все понимаете. Нетрудно представить, каких нервов стоит работа с таким заместителем. И когда в мае 1991 года ему исполнилось 60 лет, я, не испытывая никаких угрызений, отправил его на пенсию. Вокруг Шельдова группировались несколько таких же ретроградов, мрачно настроенных против любых изменений.
Как юрист-международник А.Шельдов внес большой личный вклад в развитие международного гуманитарного и морского права, возглавлял делегации БССР на крупнейших международных конференциях и форумах по данной проблематике. Участвовал в работе многих сессий Генеральной Ассамблеи ООН, МОТ, МАГАТЭ, ЕЭК ООН, ЮНКТАД. Заслуги А.Шельдова высоко оценены государством. За активную работу в области внешней политики А.Шельдов награждён Орденом Трудового Красного Знамени, орденами Дружбы народов и «Знак Почёта», медалями, двумя Почётными грамотами Верховного Совета БССР.

## Автор переводов
- ЧЕЛОВЕК С «АРХАНГЕЛА» (руск.) // КОНАН ДОЙЛЬ СОБРАНИЕ СОЧИНЕНИЙ В 12(+1) тт.. — М.: изд-во «Россия», 1992—1997. — Т. 5. — С. 420—441. — ISBN 5-88274-089-4.